# 南巡礼街
南巡礼街（South Parade）是英格兰萨默塞特郡巴斯的一个历史街区，由老约翰·伍德建于1743年左右。全部建筑均列为I级登录建筑。
南巡礼街是规划建造的皇家广场（Royal Forum）的更广泛计划的一部分，规划中还包括北巡礼街, 皮尔蓬特街（Pierrepont Street）和杜克街（Duke Street），类似于皇后广场,却一直未能完成。伍德设计了巴斯岩的立面，之后，不同的建设者完成了不同的内部装饰和后部工程。许多建筑现在是酒店和餐馆，而有些仍然是私人住宅。 伍德设想作为与房屋相配的下沉花园区域，现在是一个停车场。
南巡礼街1号、2号和3号，现在是翡翠鸟酒店（Halcyon Hotel），现在包括奇尔科（Circo）酒吧，而4至8号成为普拉特酒店的46间客房，组成了3层的联排住宅。中央有山花、栏杆柱，中门有爱奥尼亚柱。1775年，沃尔特·司各特爵士曾在6号居住。
南巡礼街9至13号为索斯本酒店（Southbourne Hotel），现在分割为公寓。约翰·亨特医生曾在1785年住在12号；弗朗西斯·伯尼曾在1780年住在14号, 街区的末端，濒临埃文河.。
在南巡礼街南侧是罗马天主教的圣若望堂（St John's Church）,在1861年至1863年之间，由查尔斯·弗朗西斯·汉森设计和建造，并且在1867年增建了222英尺（68米）的尖顶。

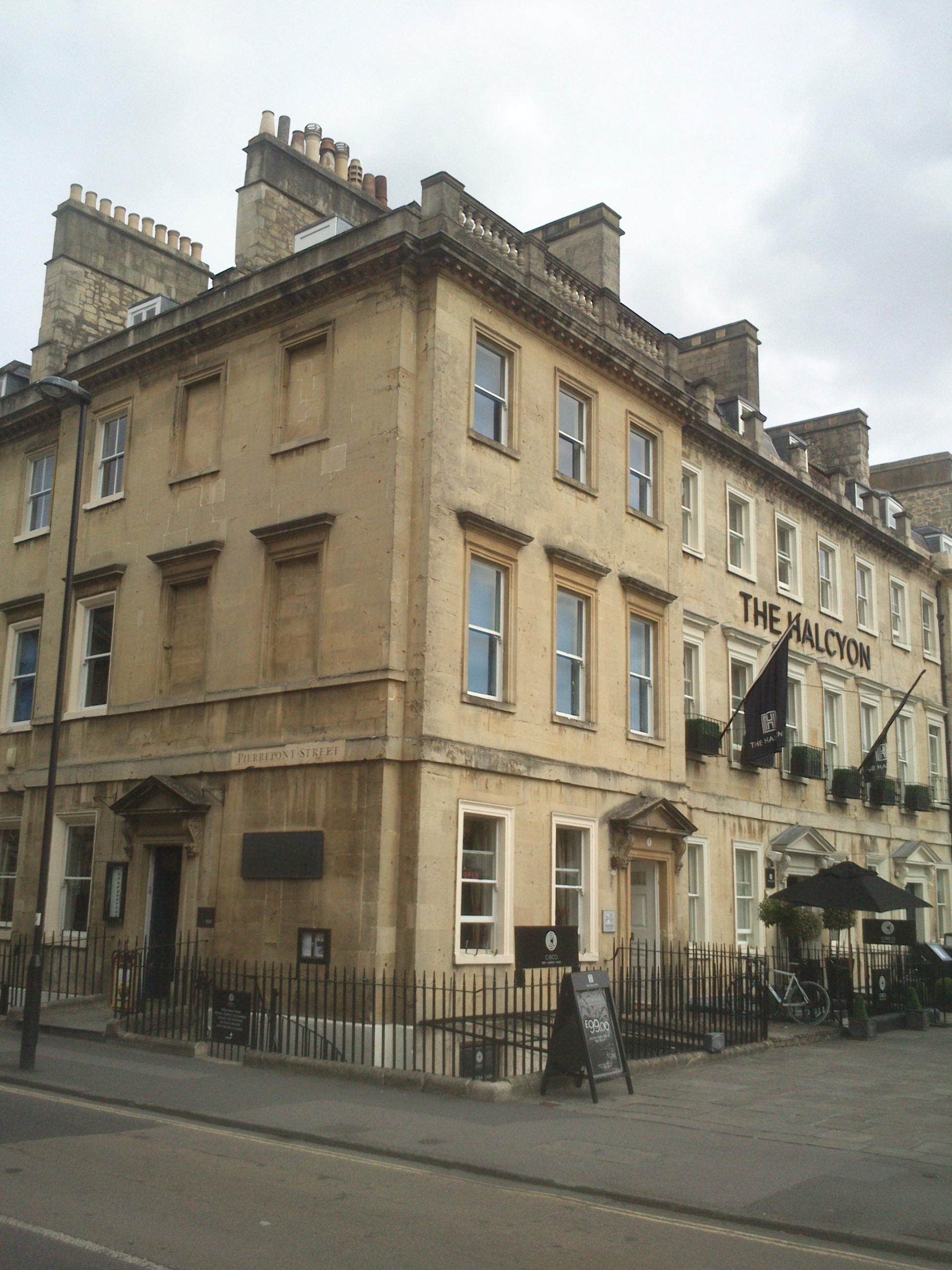
南巡礼街1号
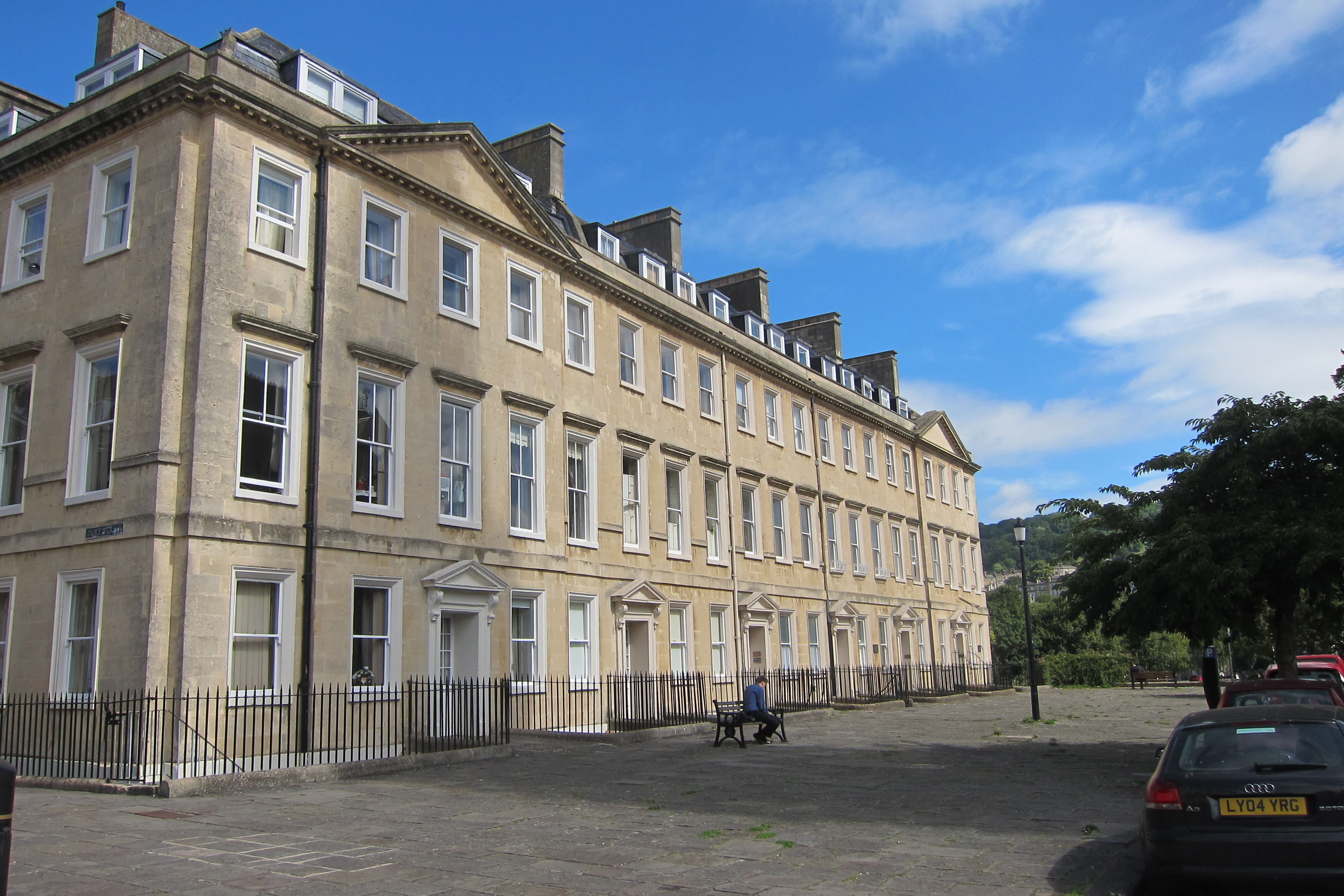
南巡礼街9-13号
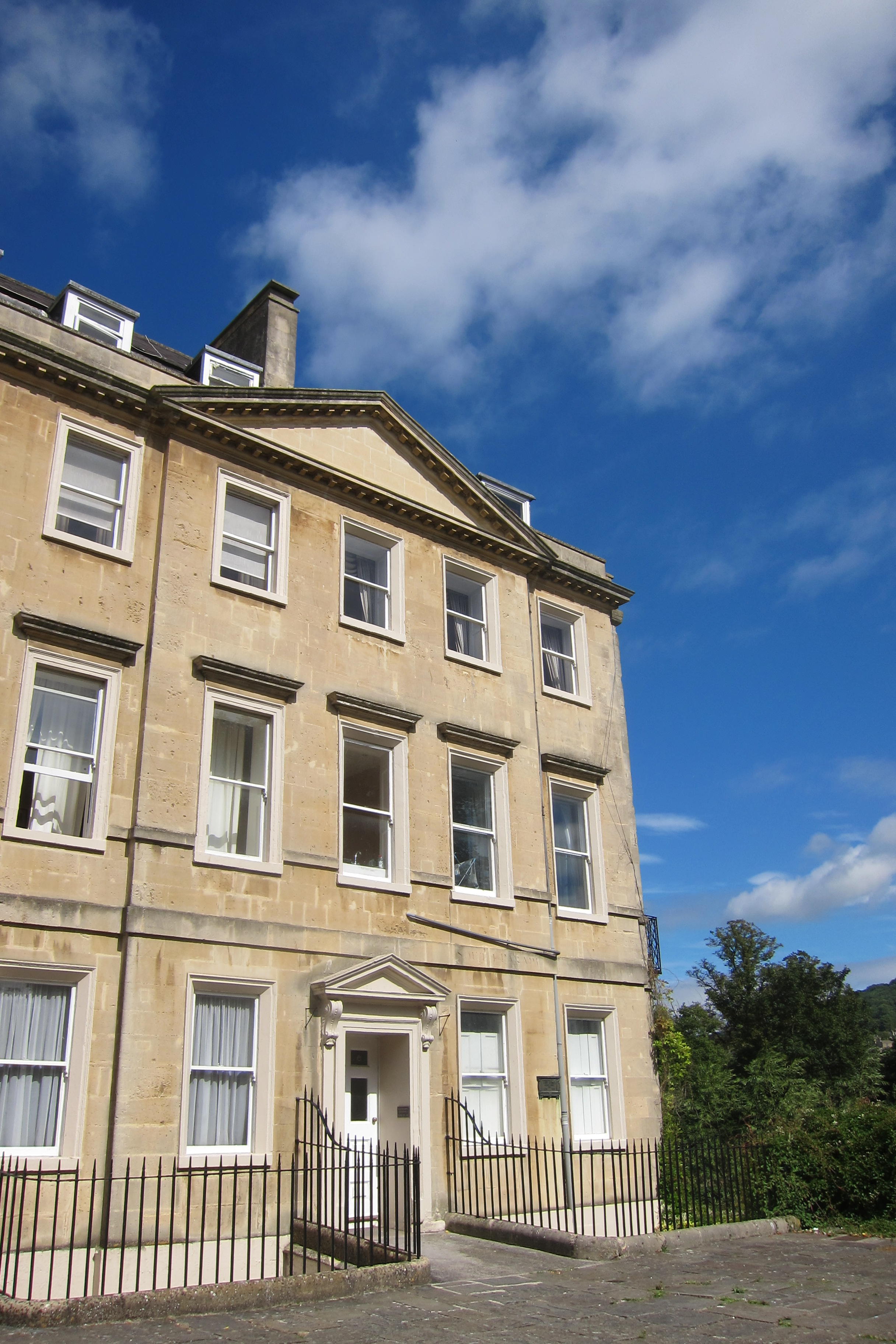
南巡礼街14号